# ماریا بورماکا
ماریا بورماکا (اوکراینی: Марія Бурмака؛ زادهٔ ۱۶ ژوئن ۱۹۷۰) خواننده اهل اتحاد جماهیر شوروی سوسیالیستی است.
وی همچنین برندهٔ جوایزی همچون نشان شاهدخت اولگا شده‌است.